# Mestre Nacional de Xadrez
Mestre Nacional (MN) é um título concedido por algumas confederações nacionais de enxadrismo, dentre elas, a Confederação Brasileira de Xadrez (
A CBX recebeu críticas após a concessão indevida de títulos para alguns jogadores, incluindo jogadores com rating FIDE abaixo de 1600, o que levou uma enxadrista a abdicar do título de Mestre Nacional.
Como resposta às críticas, a CBX criou os títulos de Mestre Nacional Online (MNO) e Candidato a Mestre Nacional (CMN), que diferenciam os títulos conquistados em partidas online e os concedidos pela CBX dos tradicionais.